# 2014年北美洲寒流
2014年北美洲寒流是一场曾肆虐加拿大及美国的极端天气现象，其影响到的最南方至美国佛羅里達州，洛磯山脈以東地區亦多受其影響。其中，積雪範圍向南延伸至田納西州、奧克拉荷馬州及德克薩斯州北部。一股冷锋最早在北冰洋上空形成，并在2014年1月2日与北美洲东北气旋结合。此极地涡旋带来了严重的暴风雪并打破美国最低温度记录，导致大量公司企业停工、学校停课、大面积道路封闭和大量民航航班取消。被喻為真正的《明日之後》發生。

## 暴雪
暴雪是此种天气现象带来的最主要的影响。密歇根州东南部记录到最高5至18英寸（130至460）的降雪。
降雪量较少的南方如田纳西州也有0.5和2英寸（13和51）的降雪。

## 低温记录
报道称2014年1月5日在威斯康星州格林贝记录到了−18 °F（−28 °C）的低温，美國國家氣象局确认那是当时的最低温度，打破了其1979年的记录。1月6日，芝加哥奥黑尔國際機場记录到当日最低温度为 −15 °F（−26 °C），打破了1884年记录，并与1988年记录持平。
温尼伯市，在2013年12月31日记录到接近低温记录的−36.2 °F（−37.9 °C），风寒指数达到−54 °F（−48 °C）。此时北极温度仅为−20 °F（−29 °C）。

## 灾害
此次极地涡旋至少造成13至16人死亡，严寒和糟糕的道路情况是导致这些人遇害的主因。
纽芬兰岛1月5日的大停电，造成190,000居民失去电力供应，其造成的影响第二天才恢复。印地安那州、伊利诺伊州和密苏里州也有24,000用户失去电力供应。
1月5日至6日田纳西州中部降温华氏50度，达到9 °F（−13 °C），造成的电力系统损害使1,200田纳西用户断电，并使州政府启动了应急响应。

## 政府响应
受影响的区域的学校、道路、政府机构均进行了关闭，上千架次航班也被禁止起飞。

## 气候变化
矛盾的是此次影响北美的极冷天气现象是全球变暖所导致的。冷空气的路径不寻常地与加拿大拉布拉多和北冰洋区域的异常高温重合。加拿大东部的平流层高温导致极地涡旋向东南而下的道路被堵，因此冷空气直接南下。由於北極海的冰層融化，造成區域性的反照率降低，氣溫因此提升的更快，出現一種正回饋。由於極地氣溫與其他地區的氣溫差距縮小，以此為動力的高速氣流可能因此減弱，並造成其路徑變化加大。